# Enclisis chinensis
Enclisis chinensis är en stekelart som beskrevs av Schwarz 1998. Enclisis chinensis ingår i släktet Enclisis och familjen brokparasitsteklar. Inga underarter finns listade i Catalogue of Life.